# O Segredo da Múmia
O Segredo da Múmia és una pel·lícula brasilera de comèdia de terror en blanc i negre dirigida per Ivan Cardoso el 1982.

## Sinopsi
El científic, ridiculitzat pels seus col·legues, intenta demostrar que el seu major descobriment, l'"elixir de la vida", realment funciona. Per això, decideix ressuscitar una mòmia egipcia recentment descoberta.

## Repartiment
- Wilson Grey.... Expedito Vitus
- Anselmo Vasconcelos.... Runamb
- Clarice Piovesan.... Gilda
- Evandro Mesquita.... Everton Soares
- Regina Casé.... Regina
- Felipe Falcão.... Igor
- Tânia Boscoli.... Nadja
- Júlio Medaglia.... Rodolfo
- Jardel Filho.... Delegado Almir Gomes
- Nina de Pádua
- José Mojica Marins
- Patrícya Travassos
- Colé Santana
- Nelson Motta
- Joel Barcellos
- Maria Zilda Bethlem
- Paulo César Peréio

## Principals premis i nominacions
Festival de Gramado 1982 (Brasil)
- Guanyador en les categories de millor guió (Rubens Francisco Luchetti); millor banda sonora (Júlio Medaglia i Gilberto Santeiro); i millor actor secundari (Felipe Falcão).
- Wilson Gray va rebre el Premi Especial del Jurat.
- Nominada a la categoria Millor pel·lícula.

XV Festival de Brasília 1982 (Brasil)
- Va rebre premis a la millor direcció, millor muntatge i millor actor (Wilson Grey).

Premi APCA 1983 (Associació Paulista de Crítics d'Art, Brasil)
- Premis rebuts al millor actor (Wilson Grey), millor escenografia i millor vestuari.
- Ivan Cardoso va ser nominat al Premi Especial.

Fantasporto 1983 (Portugal)
- Nominada a la categoria Millor pel·lícula.